# Památník k 30. výročí osvobození obce Podhoří sovětskou armádou
Památník k 30. výročí osvobození obce Podhoří sovětskou armádou se nachází na návsi ve vesnici Podhoří, části města Lipník nad Bečvou v okrese Přerov v Olomouckém kraji. Geograficky se památník nachází v pohoří Oderské vrchy.

## Popis a historie památníku
Na horním konci Podhoří, poblíž autobusové zastávky, je umístěn památník vytvořený za tří nestejně velkých žulových desek ozdobených pěticípou sovětskou hvězdou a nápisem:
| „ | K 30. výročí osvobození obce Podhoří sovětskou admádou 8. května 1945 | “ |

Památník, který byl slavnostně odhalen v roce 1975, je umístěn na betonovém soklu z umělého kamene. V Centrální evidenci válečných hrobů je památník evidován pod značkou CZE7104-7243.

## Další informace
Památník je celoročně volně přístupný.